# Rimê
O movimento Rimê ou Rimé (em tibetano: རིས་མེད་; romaniz.: ris med (pa)) é um movimento ou tendência no budismo tibetano que promove o não sectarismo e o universalismo. Professores de todos os ramos do budismo tibetano―Sakya, Kagyu, Nyingma e Gelug, bem como Bon―estiveram envolvidos na promoção dos ideais de Rimê.
De acordo com Sam van Schaik, tendências ecléticas e não sectárias existiam no budismo tibetano antes do século XIX, e figuras como Tsongkhapa, Longchenpa e Shabkar são amplamente conhecidas por terem estudado com professores de diferentes tradições. No entanto, as divisões políticas e o sectarismo religioso aumentaram durante um período de guerra nos séculos XVI e XVII. Esta foi uma época em que a escola Gelug era a religião politicamente dominante e os lamas guelupas também eram os líderes políticos do Tibete (ver Ganden Phodrang).
Esse movimento não sectário se intensificou no início da década de 1860 no Reino de Derge, liderado pelo que foi chamado de "triumvirato" constituído por Khyentse Wangpo, Kongtrul e Chokgyur Dechen Lingpa: mKhyen Kong mChog sde gsum, "Três Cadinhos Especialistas Supremos", os quais trabalharam juntos em revelar, decifrar e registrar tesouros budistas (termas), além de viajarem realizando rituais a pedido da família real. Durante o século XIX, tendo visto como as instituições gelug empurraram as outras tradições para os cantos da vida cultural do Tibete, Jamyang Khyentse Wangpo (1820–1892) e Jamgön Kongtrül (1813–1899) compilaram juntos os ensinamentos dos Sakya, Kagyu e Nyingma, incluindo muitos ensinamentos quase extintos. Sem a coleta e impressão de obras raras de Khyentse e Kongtrul, a supressão de todas as outras seitas budistas pelos guelupas teria sido muito mais definitiva. O movimento Rimê é responsável por uma série de compilações escriturais, como o Rinchen Terdzod e o Sheja Dzö.
No século XX, figuras como o 14º Dalai Lama, o 16º Karmapa e Sakya Trizin eram conhecidos promotores dos ideais de Rimê.

## A abordagem de Rimé
A maioria dos estudiosos do budismo explicam Rimé como um "movimento eclético", no entanto, um estudioso sugeriu que esta é uma tradução inadequada, dizendo "Na verdade, este movimento Rimê não era exatamente eclético, mas universalista (e enciclopédico)), rimed (pa) (o antônimo de risu ch'edpa) significando irrestrito, abrangente, ilimitado e também imparcial.".
Um dos mestres rimê contemporâneos mais proeminentes, Ringu Tulku, enfatiza a mensagem dos fundadores originais de Rimê de que não é uma nova escola. É simplesmente uma abordagem que permite a liberdade de escolha que sempre foi a prática majoritária na história do budismo tibetano. Os Karmapas, Je Tsongkhapa, os Dalai Lamas, chefes de linhagem Sakya e as principais figuras Nyingma e Kagyu receberam ensinamentos e iniciações de várias escolas e linhagens.
O nome do movimento é derivado de duas palavras tibetanas: Ris (que dependendo do contexto refere-se a viés, lado) e Med (falta), que combinadas expressam a ideia de abertura a outras tradições budistas tibetanas, em oposição ao sectarismo. O movimento Rimê, portanto, é muitas vezes mal interpretado como uma tentativa de unir as várias seitas através de suas semelhanças. Em vez disso, Rimê pretendia reconhecer as diferenças entre as tradições e apreciá-las, ao mesmo tempo em que estabelece um diálogo que cria um terreno comum. Considera-se importante que a variedade seja preservada e, portanto, os professores rimê geralmente são cuidadosos em enfatizar as diferenças de pensamento, dando aos alunos muitas opções de como proceder em seu treinamento espiritual. Nas traduções tibetanas de śāstras, phyogs ris med é também outra forma relacionada aos usos antigos do termo, para se indicar imparcialidade, tal como no Mañjuśrīnāmasamgīti para se referir a um amor universal: "o que se chama grande amor é um amor imparcial e imensurável (phyogs ris med)". Phyogs/ris med já apareciam em traduções tibetanas para significar abrangência, o ilimitado e equanimidade, por exemplo na metáfora do sol, conectado ao símbolo de compaixão, e na metáfora do espaço, referindo-se à vacuidade equânime e libertação total de todos os véus e paixões. Kongtrul, o principal compilador do movimento devido ao tamanho de sua produção literária, usa também o termo ris med em uma citação do Mañjuśrīnāmasamgīti:

"Budeidade é sem começo nem fim. O Buda primordial é sem viés (ris med)."
Ringu Tulku descreve esses pontos que muitas vezes são deturpados:
"Ris ou Phyog-ris em tibetano significa "unilateral", "partidário" ou "sectário". Med significa "Não". Ris-med (Wylie), ou Rimé, portanto, significa "sem lados", "não-partidário" ou "não-sectário". Não significa "não-conformista" ou "não-comprometido"; nem significa formar uma nova Escola ou sistema diferente dos existentes. Uma pessoa que acredita no caminho de Rimê quase certamente segue uma linhagem como sua prática principal. Ele ou ela não se dissociaria da Escola em que foi criado. Kongtrul foi criado nas tradições Nyingma e Kagyu; Khyentse foi criado em uma forte tradição Sakyapa. Eles nunca deixaram de reconhecer sua afiliação às suas próprias Escolas."

 "Rimê não é uma forma de unir diferentes Escolas e linhagens enfatizando suas semelhanças. É basicamente uma valorização de suas diferenças e um reconhecimento da importância de ter essa variedade para o benefício de praticantes com necessidades diferentes. Portanto, os professores de Rimê sempre cuidam muito para que os ensinamentos e práticas das diferentes Escolas e linhagens e seus estilos únicos não se confundam entre si. Manter o estilo e os métodos originais de cada linhagem de ensino preserva o poder dessa experiência de linhagem. Kongtrul e Khyentse fizeram grandes esforços para manter o sabor original de cada ensinamento, ao mesmo tempo em que os disponibilizavam para muitos. Kongtrul escreve sobre Khyentse em sua biografia deste último. ... Quando ele (Khyentse Rinpoche) ensinava, ele dava os ensinamentos de cada linhagem de forma clara e inteligível sem confundir os termos e conceitos de outros ensinamentos."
Rimê destinava-se inicialmente a neutralizar a crescente suspeita e tensão crescentes entre as diferentes tradições, que na época, em muitos lugares, chegaram a proibir o estudo das escrituras umas das outras. O budismo tibetano tem uma longa história de debate e argumentação vigorosos entre escolas e dentro do próprio treinamento. Isso pode levar um praticante a acreditar que sua escola tem a melhor abordagem ou visão filosófica mais elevada e que outras linhagens têm uma compreensão inferior ou falha. A abordagem de Rimê adverte contra o desenvolvimento desse ponto de vista, ao mesmo tempo em que reconhece que o debate e a discussão são importantes e que discutir quais pontos de vista são superiores e inferiores ainda é um discurso válido. Jamgon Kongtrul apontou a necessidade de cada praticante ter uma base sólida em uma escola:
"Os estudiosos e siddhas das várias escolas fazem suas próprias apresentações individuais do darma. Cada um está cheio de pontos fortes e apoiados por raciocínios válidos. Se você está bem fundamentado nas apresentações de sua própria tradição, então não é necessário ser sectário. Mas se você se confundir sobre os vários princípios e a terminologia, então você não tem sequer um ponto de apoio em sua própria tradição. Você tenta usar o sistema de outra pessoa para apoiar sua compreensão, e então fica todo emaranhado, como um mau tecelão, em relação à visão, meditação, conduta e resultado. A menos que você tenha certeza em seu próprio sistema, você não pode usar o raciocínio para apoiar suas escrituras e não pode desafiar as afirmações de outros. Você se torna motivo de chacota aos olhos dos eruditos. Seria muito melhor possuir uma compreensão clara de sua própria tradição.

 Em resumo, deve-se ver todos os ensinamentos como sem contradição e considerar todas as escrituras como instruções. Isso fará com que a raiz do sectarismo e do preconceito seque, e lhe dará uma base firme nos ensinamentos do Buda. Nesse ponto, centenas de portas para os oitenta e quatro mil ensinamentos do dharma estarão simultaneamente abertas para você."
Um praticante rimê pode receber iniciações de várias linhagens e mestres vivos, embora não seja um requisito para fazê-lo.

## Não-sectarismo antes do século XIX
De acordo com o tibetólogo Sam van Schaik:
"Esse ideal de não sectarismo – não apenas de tolerância, mas de uma apreciação e apoio genuínos a todas as escolas do budismo tibetano e do Bon – não era exclusivo de Derge. Na "idade de ouro" do Tibete, dos séculos XIV e XV, o não-sectarismo era a norma em todo o Tibete, e figuras como Longchenpa e Tsongkhapa esperavam estudar com professores de diferentes escolas. A mudança começou com as grandes guerras sectárias que arruinaram o Tibete Central nos séculos XVI e XVII, colocando as escolas Kagyu contra os Gelug. A vitória final da escola Gelug, sobre os ombros dos exércitos mongóis qoshot, soou a sentença de morte do ideal não sectário."
De acordo com Thupten Jinpa, "o Quinto Dalai Lama era pessoalmente um ecumenista que reverenciava outras grandes tradições budistas do Tibete, especialmente o Nyingma". Nisso ele foi influenciado por seu professor Paljor Lhundrup, que era um monge Gelug e mestre da tradição Nyingma da Grande Perfeição (Dzogchen). O Quinto Dalai Lama, Ngawang Lobsang Gyatso, também é conhecido como um terton que revelou um ciclo de ensinamentos dzogchen conhecido como Sangwa Gyachen (Portando o Selo de Sigilo). Ele também construiu o templo Lukhang atrás do Palácio Potala como um lugar secreto para praticar Dzogchen. O templo inclui murais que ilustram a prática do Dzogchen de acordo com os tantras do Dzogchen.

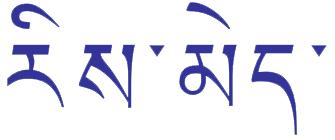
Rimé em letras tibetanas, literalmente significando "não existente", com conotações de se ser sem afiliação a nenhuma escola, "não sectário", "não enviesado", "imparcial", "enciclopédico", "eclético"

Outra figura guelupa que adotou uma perspectiva não sectária foi o Quinto Lelung Jedrung Lobzang Trinle (1697–1740). Lobzang Trinle é conhecido por ter tido muitos mestres, incluindo o mestre Nyingma Terdak Lingpa. Mais tarde na vida, Lobzang Trinle escreveu:
"Eu tenho uma visão pura não fabricada em relação a todos os mestres realizados sem preconceitos (ris med) como Sakya, Geluk, Nyingma, Drukpa Kagyu, Karma Kagyu, etc. Minha mente aumentou o respeito pelos detentores desses [vários] ensinamentos e quando penso nisso, tenho orgulho de minhas próprias realizações poderosas."
Ele também é conhecido por ter escrito um tratado que afirma que Tsongkhapa era uma reencarnação de Padmasambhava. Ele também foi ativo na reconstrução de mosteiros Nyingma como Mindroling e Dorje Drak, que foram destruídos por uma invasão zúngara. O Quinto Lelung Lobzang Trinle também foi um terton.
Segundo José Cabezón, o Terceiro Tukwan, Lobzang Chokyi Nyima, um grande estudioso Gelug, "escreveu uma importante defesa da tradição Rnying ma em resposta a uma polêmica anti-Rnying ma escrita por um de seus próprios professores, Sum pa mkhan po ( 1704–88)."
Rachel H. Pang observou que os ideais não sectários também estão fortemente presentes nas obras de Shabkar Tsokdruk Rangdrol (1781–1851), embora ele seja anterior ao movimento em cerca de três décadas e nunca tenha se encontrado com nenhum dos mestres Rimé de Kham. Shabkar era um monge Gelug e um notável iogue da tradição Nyingma da Grande Perfeição (Dzogchen). Suas obras muitas vezes criticam tendências sectárias e defendem a prática de múltiplas tradições.

Um poema na autobiografia de Shabkar critica tendências sectárias:
"Devido à bondade dos antepassados santos do passado,

 Nas vastidões de neve
Muitos ensinamentos profundos do Darma se espalharam.
No entanto, os praticantes do Darma,
Tendo entendido os ensinamentos como contraditórios – como quente e frio,
Envolveram-se no sectarismo – apego e aversão.
Alguns dos Santos disseram
Que Madhyamaka, Dzogchen e Mahāmudra
São como açúcar, melado e mel –
Cada um sendo tão bom quanto o outro.
Assim, escutei e contemplei
Em todos os ensinamentos sem viés sectário.
Praticantes sectários com apego e aversão
Por favor, não me repreendam.
Quando a luz do sol da pura percepção
Se espalha nas altas montanhas brancas de neve

 Que são Madhyamaka, Dzogchen e Mahāmudra"

## O movimento Rimé do século XIX

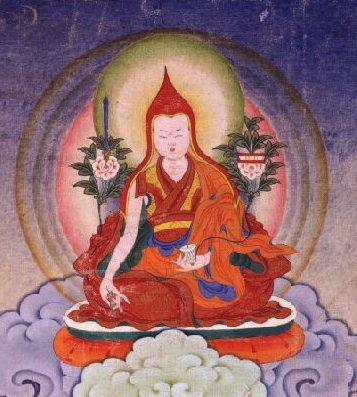
Jamyang Khyentse Wangpo

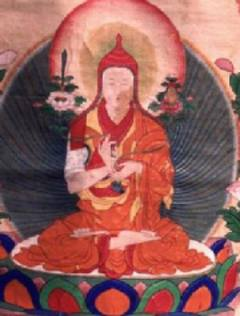
Jamgön Kongtrül Lodrö Thayé

Duas das vozes fundadoras de Rimé foram Jamyang Khyentse Wangpo e Jamgon Kongtrul, ambos de diferentes escolas; os epítetos Jamyang (em tibetano Wylie: jam dbyangs; sânscrito: Mañjughoṣa) e Jamgön (Wylie: jam mgon; sânscrito: Mañjunātha) em seus nomes indicando que eles são considerados emanações de Manjushri. Jamgön Kongtrul era das tradições Nyingma e Kagyu, enquanto Wangpo havia sido criado dentro da ordem Sakya. Na época, as escolas de pensamento tibetanas haviam se tornado muito isoladas, e tanto Wangpo quanto Jamgon Kongtrul foram fundamentais para reiniciar o diálogo entre as seitas.
O movimento Rimê ganhou destaque em um ponto da história tibetana quando o clima religioso se tornou partidário. O objetivo do movimento era "um empurrão em direção a um meio-termo onde as várias visões e estilos das diferentes tradições fossem apreciados por suas contribuições individuais, em vez de serem refutadas, marginalizadas ou banidas". Muitos dos ensinamentos de várias escolas estavam perto de se perder e o movimento partiu para preservá-los. No entanto, embora o movimento Rimê reunisse ensinamentos de cada uma das várias tradições, não os misturou, mas reconheceu a integridade individual de cada uma. Marc-Henri Deroche indica que o movimento se sustentou por uma rede de figuras e mosteiros sakyas, kagyus, nyingmas, jonangpas, bonpos e guelupas do reino de Derge, e o classifica como transectário, com tolerância e equanimidade para com outras visões, porém fundamentados a partir do ideal clássico da Grande Perfeição na epistemologia e soteriologia dzogchen e sem que seus proponentes abandonassem suas próprias afiliações.
O movimento começou dentro de um amplo contexto de crescente dominação da escola Gelug. A partir do século XVII, a visão e a política guelupa dominavam cada vez mais no Tibete e as linhagens minoritárias corriam o risco de perder suas tradições. Em sua fundação, o movimento Rimê consistia principalmente de professores não guelupas e, às vezes, o movimento parecia crítico das visões guelupas. Georges Dreyfus sugere que essa argumentação era menos para criar mais divisão, mas para reforçar visões minoritárias que haviam sido marginalizadas pela supremacia gelug. No entanto, os comentários filosóficos dos primeiros escritores de Rimê tendem a criticar os princípios guelupas.
No entanto, Rimê foi, em sua apresentação idealizada, o restabelecimento de uma regra ou princípio que sempre esteve presente no budismo tibetano, mas que havia sido desenfatizado ou esquecido: criticar ignorantemente outras tradições era errado, e mal-entendidos devidos à ignorância deveriam ser imediatamente aliviados. Ringu Tulku disse:

"O conceito de Rimé não era original para Kongtrul e Khyentse – nem eram novos para o budismo! O Senhor Buda proibiu seus alunos até de criticar os ensinamentos e professores de outras religiões e culturas. A mensagem era tão forte e inequívoca que Chandra Kirti teve que defender os tratados de Nagarjuna sobre Madhyamika dizendo: "Se, ao tentar entender a verdade, você dissipar os mal-entendidos de algumas pessoas e, portanto, algumas filosofias são danificadas – isso não pode ser interpretado como uma crítica às opiniões de outros" (Madhyamika-avatara). Um verdadeiro budista não pode ser senão não-sectário e Rimê em sua abordagem."
O movimento tornou-se particularmente bem estabelecido no Reino de Derge. Rimê tornou-se parte integrante da tradição tibetana e continua a ser uma filosofia importante no budismo tibetano.
Outros notáveis Lamas tibetanos conhecidos por sua abordagem não sectária foram Patrul Rinpoche e Orgyen Chokgyur Lingpa, Shabkar Tsodruk Rangdrol, Dudjom Lingpa e Khakyab Dorje, 15º Karmapa Lama, que foi aluno de Jamgön Kongtrul. Outros líderes de linhagem deram sua bênção ao movimento e seus fundadores, que foram considerados extremamente realizados.
Apesar do fato de que as principais figuras do movimento não eram Gelug, havia algumas figuras guelupas simpáticas que estudaram com os mestres Rime. O mais famoso deles foi o 13º Dalai Lama, conhecido por ter interesse nos ensinamentos nyingmas e que tomou o grande Terton Sogyal como amigo espiritual e guru. O 13º Dalai Lama era um praticante de Dzogchen, um terton (cujo nome Nyingma era Drakden Lingpa) e um praticante de Vajrakilaya.

### Perseguição por Phabongkha e seus discípulos
David Kay observa que Dorje Shugden foi um elemento-chave na perseguição de Pabongkhapa Déchen Nyingpo ao movimento Rimé:

Como agente gelug do governo tibetano em Kham (Khams) (Tibete Oriental), e em resposta ao movimento Rimed que se originou e estava florescendo naquela região, Phabongkha Rinpoche e seus discípulos empregaram medidas repressivas contra seitas não gelug. Artefatos religiosos associados a Padmasambhava – que é reverenciado como um 'segundo Buda' pelos praticantes nyingma – foram destruídos, e mosteiros não-gelug, e particularmente nyingma, foram convertidos à força para a posição Gelug. Um elemento-chave da perspectiva de Phabongkha Rinpoche era o culto da divindade protetora Dorje Shugden, que ele casou com a ideia de exclusivismo gelug e empregou contra outras tradições, bem como contra aqueles dentro do Gelug que tinham tendências ecléticas.
Sua viagem de ensino a Kham em 1938 foi uma fase seminal, levando a um endurecimento de seu exclusivismo e à adoção de uma postura militantemente sectária. Em reação ao florescente movimento Rimed e ao declínio percebido dos mosteiros gelug naquela região, Phabongkha e seus discípulos lideraram um movimento de renascimento, promovendo a supremacia do Gelug como a única tradição pura. Ele agora considerava o inclusivismo dos monges gelug que praticavam de acordo com os ensinamentos de outras escolas como uma ameaça à integridade da tradição Gelug, e se opunha agressivamente à influência de outras tradições, particularmente a Nyingma, cujos ensinamentos eram considerados equivocados e enganosos. Um elemento-chave do movimento de renascimento de Phabongkha foi a prática de confiar em Dorje Shugden, a principal função da divindade agora sendo apresentada como "a proteção da tradição Ge-luk por meios violentos, incluindo até a morte de seus inimigos".
O movimento Rimê, composto principalmente pelas escolas Sakya, Kagyu e Nyingma, surgiu em primeiro lugar como resultado da perseguição gelug.

## Movimento Rimê atual

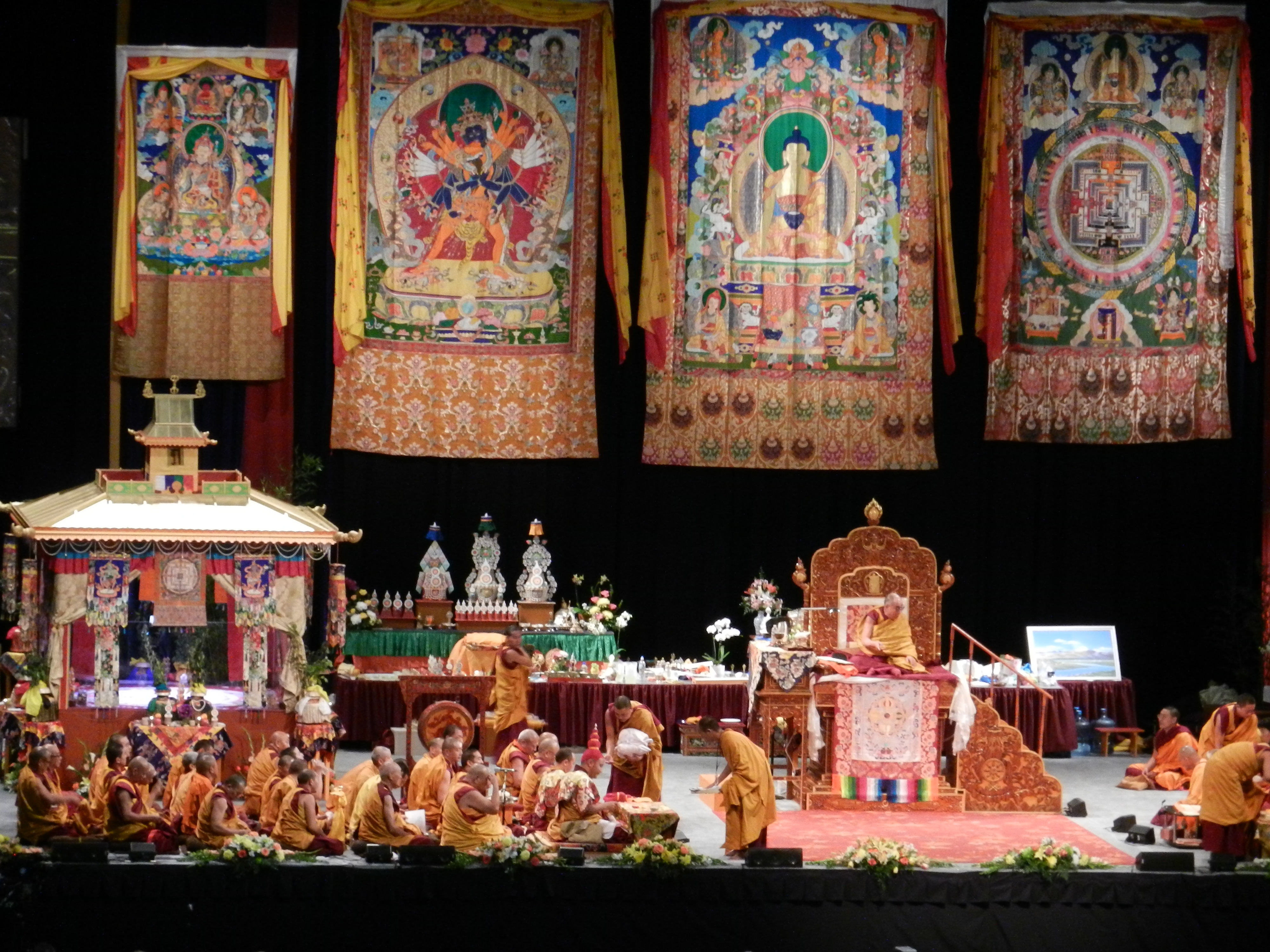
Sua Santidade 14º Dalai Lama e o Karmapa (usando o chapéu vermelho) durante uma iniciação de Calachacra

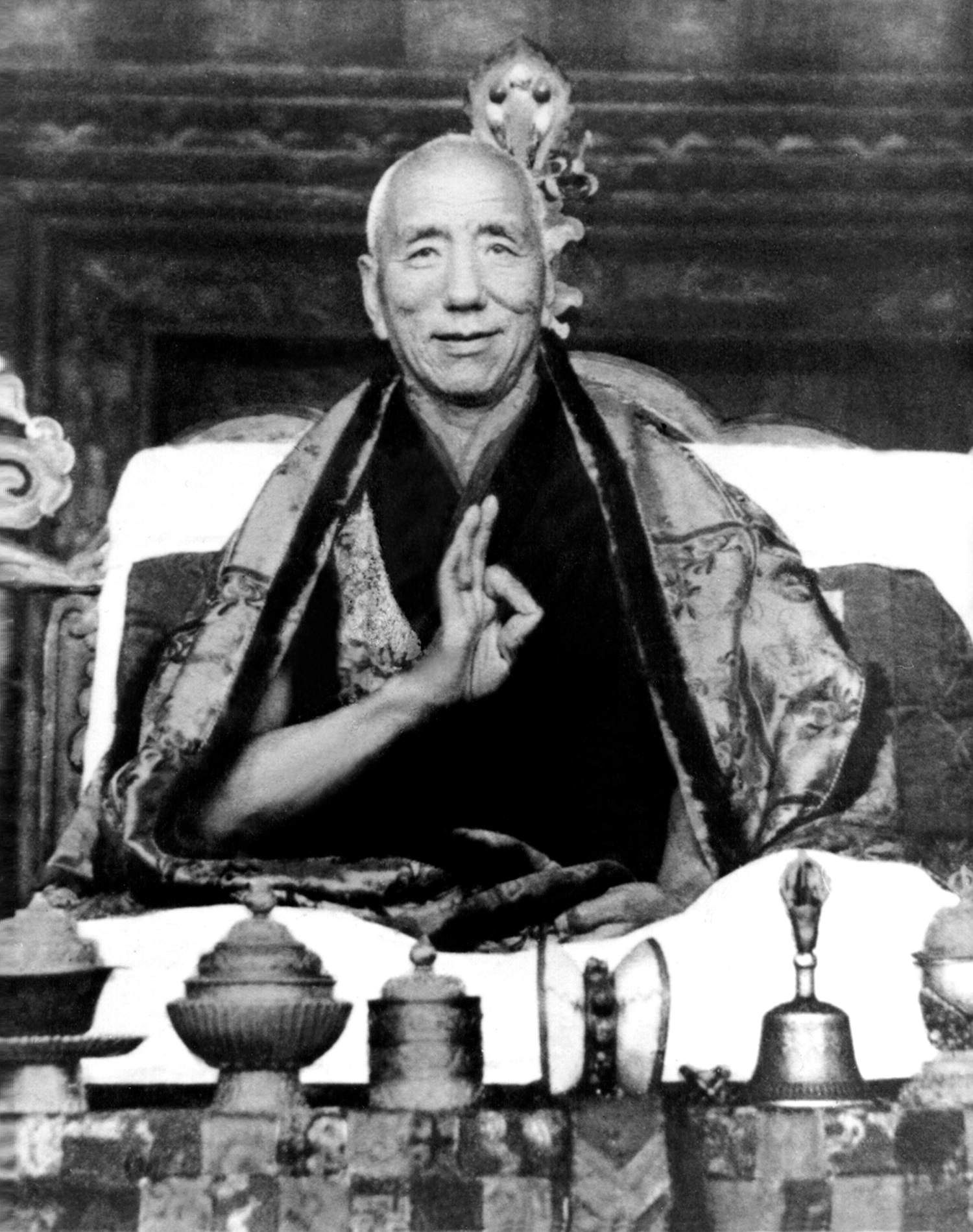
Dzongsar Khyentse Chokyi Lodro

As conquistas do movimento foram bem-sucedidas no século XX, em que receber ensinamentos e transmissões de diferentes escolas e linhagens se tornou a norma entre muitos estudantes monásticos, lamas, iogues, bem como praticantes leigos. Isso se deve principalmente ao apoio proativo de muitos detentores de linhagens e vários líderes, como o 13º e 14º Dalai Lamas, os 15º e 16º Karmapas, Sakya Trizin e Dudjom Jigdral Yeshe Dorje, seguindo a abordagem "eclética" do 5º Dalai Lama "que borrou as linhas entre as tradições".
O 14º Dalai Lama compôs uma oração para o movimento elogiando várias figuras históricas e linhagens do Budismo Vajrayana da Índia e do Tibete, parte da qual diz:
"Em suma, que todos os ensinamentos do Buda na Terra das Neves
Floresçam por muito tempo no futuro— os dez grandes pilares da linhagem de estudo,
E as carruagens da linhagem de prática, como Shijé ('Pacificante') e o resto,
Todas elas ricas com suas instruções essenciais combinando sutra e mantra.
Que a vida dos mestres que defendem esses ensinamentos seja segura e harmoniosa!
Que a sanga preserve esses ensinamentos através de seu estudo, meditação e atividade!
Que o mundo se encha de pessoas fiéis com a intenção de seguir esses ensinamentos!
E que os ensinamentos não sectários do Buda continuem a florescer!"
Dzongsar Khyentse Chökyi Lodrö, Khunu Lama Tenzin Gyaltsen e Dilgo Khyentse são mestres recentes de Rimê, conhecidos por sua influência pública e como conselheiros e professores do 14º Dalai Lama. Outros adeptos modernos incluem o final do 16º Karmapa e o 2º Dudjom Rinpoche, que deram extensos ensinamentos das obras de Jamgon Kongtrul Lodro, bem como Akong Rinpoche que, com o falecido Chögyam Trungpa, ajudou a estabelecer o budismo tibetano no Reino Unido. A linhagem do falecido Nyoshul Khenpo Rinpoche é representada hoje nos ensinamentos de Surya Das.[carece de fontes?]
O 14º Dalai Lama apoia e encoraja um espírito não sectário. Grandes figuras Gelug como Shabkar no século XIX, e os Panchen Lamas e Reting Rinpoche no século XX estudaram os ensinamentos nyingmas juntamente com seu treinamento gelug. O 8º Arjia Rinpoche continua a tradição Rimê nos Estados Unidos.
O professor de Bön Tenzin Wangyal, adverte, no entanto, que mesmo essa atitude dita não sectária pode ser levada ao extremo:

"Um problema que parece muito difícil de evitar envolve a tendência das escolas espirituais de querer preservar suas tradições de forma muito fechada ou de querer ser muito abertas e não sectárias; mas muitas vezes há o perigo de que esse mesmo não-sectarismo possa se tornar uma fonte de autojustificação e levar a uma atitude tão fechada quanto a dos sectários."
Em 1993, uma Conferência de Professores Budistas Ocidentais realizada em Dharamsala, Índia. Os professores presentes concordaram com a seguinte visão não sectária:

"No Ocidente, onde coexistem tantas tradições budistas diferentes, é preciso estar constantemente em guarda contra o perigo do sectarismo. Tal atitude divisiva é muitas vezes o resultado de não entender ou apreciar qualquer coisa fora de sua própria tradição. Professores de todas as escolas, portanto, se beneficiariam muito ao estudar e adquirir alguma experiência prática dos ensinamentos de outras tradições."